# Zossener Strasse
Zossener Strasse är en gata i södra Kreuzberg i Berlin som sammanbinder Zossener Brücke vid Landwehrkanal i norr med korsningen med Bergmannstrasse vid Marheinekeplatz i söder. Gatan bär namnet Zossener Strasse sedan 26 december 1874, då den uppkallades efter staden Zossen i Brandenburg. Gatans bebyggelse upppfördes huvudsakligen under andra halvan av 1800-talet och kunde till större delen rekonstrueras och bevaras efter andra världskrigets förstörelse.

## Historia
Gatorna med nummerbeteckningarna 6 och 32 anlades i Hobrechtplanens sektion II under 1860-talet. Staden sålde då marken i området till byggföretaget Belle Alliance, som 1874 ansökte om att ge gatan dess nuvarande namn och därefter påbörjade bygget av bostadshus i området. Bebyggelsen bestod huvudsakligen av hyreskaserner med sidoflyglar och tvärflyglar på innergårdarna, ibland med två innergårdar efter varandra. I en sådan fastighet kunde upp till 30 familjer hyra lägenheter. Invånarna var i allmänhet hantverkare, handlare eller arbetare. Framsidan på gatuhuset fick ofta en utsmyckad fasad i tidstypisk historiserande stil. I 1900 års adressbok beskrivs gatans numrering enligt följande hästskoprincip: "från Blücherstrasse (nummer 1), över Baruther Strasse, Fürbringerstrasse, Gneisenaustrasse, Mariendorfer Strasse till Bergmannstrasse (nummer 27) och tillbaka". Totalt 61 husnummer angavs i adressboken.
År 1912 fick den omkring 1905 anlagda förlängningen av Zossener Strasse, mellan Planufer och Waterloo-Ufer, samma namn. Redan innan Blücherstrasse anlagts kom det under 1800-talet att successivt anläggas begravningsplatser i området för de kyrkliga församlingarna i södra Berlin.
Hus nummer 1 var delvis skadat efter kriget och var till en början en loppmarknad. Från 1960 till 1977 låg här Der Leierkasten, en konstnärsbar som drevs av Kurt Mühlenhaupt och hans bror Willi. Baren var en populär samlingsplats för målarpoeterna i Berlin. Huset revs 1977 för en nybyggnation. 
Huset nummer 29 beboddes av judinnan Jeanette Jaffé, en släkting till skräddaren Martin Jaffé. Hon tvångshämtades av nazisterna ur lägenheten och deporterades till koncentrationslägret Theresienstadt, där hon dog. Sedan början av 2000-talet påminner en snubbelsten i gatan om hennes öde.
Fastigheten på nummer 31 var i början av 1900-talet lokal för Belle Alliance-bryggeriet, vars anställda bodde i gatuhuset. I nummer 55 fanns flera läkarmottagningar redan då. Huset nummer 48 renoverades 2019 av ett hyresgästinitiativ som köpt fastigheten i bolagsform. 
I huset nummer 52 låg från 1949 till 1969 en familjeägd närbutik, en så kallad "Tante-Emma-Laden". I sidoflygeln på samma adress bodde från 1964 konstnären Artur Märchen.

## Kända byggnader
Heilig-Kreuz-Kirche på Zossener Strasse 65 är gudstjänstlokal för den evangeliska Heilig Kreuz-Passion-församlingen. Kyrkobyggnaden är byggnadsminnesmärkt. Mittemot kyrkan ligger en ingång till de fyra begravningsplatserna utanför Hallesches Tor, som är begravningsplats för många kända Berlinbor. I närheten av begravningsplatsens ingång ligger Joachim Ritzkowsky begravd, en av församlingens tidigare kyrkoherdar. Då han önskat få sin sista vila nära sin kyrka begravdes han här. På hans gravplats, en familjegrav, äger som ett erkännande av hans arbete med hemlösa även begravningar av hemlösa rum, av personer som avlidit på härbärget för hemlösa som han grundade. Alla de fyra begravningsplatserna är klassade som trädgårdsminnen.
Under 2000-talets första decennier renoverades de flesta husen längs gatan. Huset vid hörnet mot Fürbringerstrasse är upptaget som byggnadsminne i Berlins lista. Tillsammans med byggnaderna nummer 18 och 31 kom fasaderna att i samband med renoveringen återfår en utseende anpassat till den ursprungliga stilen. Några av de tidigare stallbyggnaderna vid adresserna används idag som företags- och butikslokaler.
Gatan slutar i söder vid Marheineke-saluhallen. Saluhallen förstördes nästan helt ovan jord under andra världskriget, men enstaka handlare fortsatte sin verksamhet i källaren under ruinen fram till återuppbyggnaden 1952. Omkring hallen blomstrade den svarta marknaden under åren efter krigsslutet, så att polisen ofta genomförde razzior här. År 2007 fick saluhallen en genomgripande renovering, då särskilt sydfasaden mot Bergmannstrasse fick en ny utformning.